# Catchacoma Lake
Catchacoma Lake är en sjö i Kanada.   Den ligger i countyt Peterborough County och provinsen Ontario, i den sydöstra delen av landet, 220 km väster om huvudstaden Ottawa. Catchacoma Lake ligger 295 meter över havet. Arean är 7,1 kvadratkilometer. Den sträcker sig 5,1 kilometer i nord-sydlig riktning, och 3,9 kilometer i öst-västlig riktning.
I omgivningarna runt Catchacoma Lake växer i huvudsak blandskog. Runt Catchacoma Lake är det mycket glesbefolkat, med 2 invånare per kvadratkilometer.